# Mi manchi tu/La storia di Frankie Ballan
Mi manchi tu/La storia di Frankie Ballan è il terzo singolo di Don Backy, pubblicato in Italia nel 1961 come "Kleiner Agaton".

## Tracce
Lato A
1. Kleine Agaton & Apaches – Mi manchi tu (Catarsi, Agaton)

Lato B
1. Kleine Agaton & Apaches – La storia di Frankie Ballan (Catarsi, G. Agaton)